# Bactrocera dorsalis
Bactrocera dorsalis (Восточная фруктовая муха, синонимы: B. papayae, B. invadens и B. philippinensis) — вид мух из семейства пестрокрылок. Карантинный объект (на территории России пока отсутствует), вредитель фруктов. Изначально эндемик Юго-Восточной Азии, в настоящее время присутствует на территории как минимум 65 государств, включая США. Завозятся, в том числе, с контрабандой фруктов, под кожицу которых откладывают мякоть. Отмечен симбиоз со многими видами бактерий.

## Описание

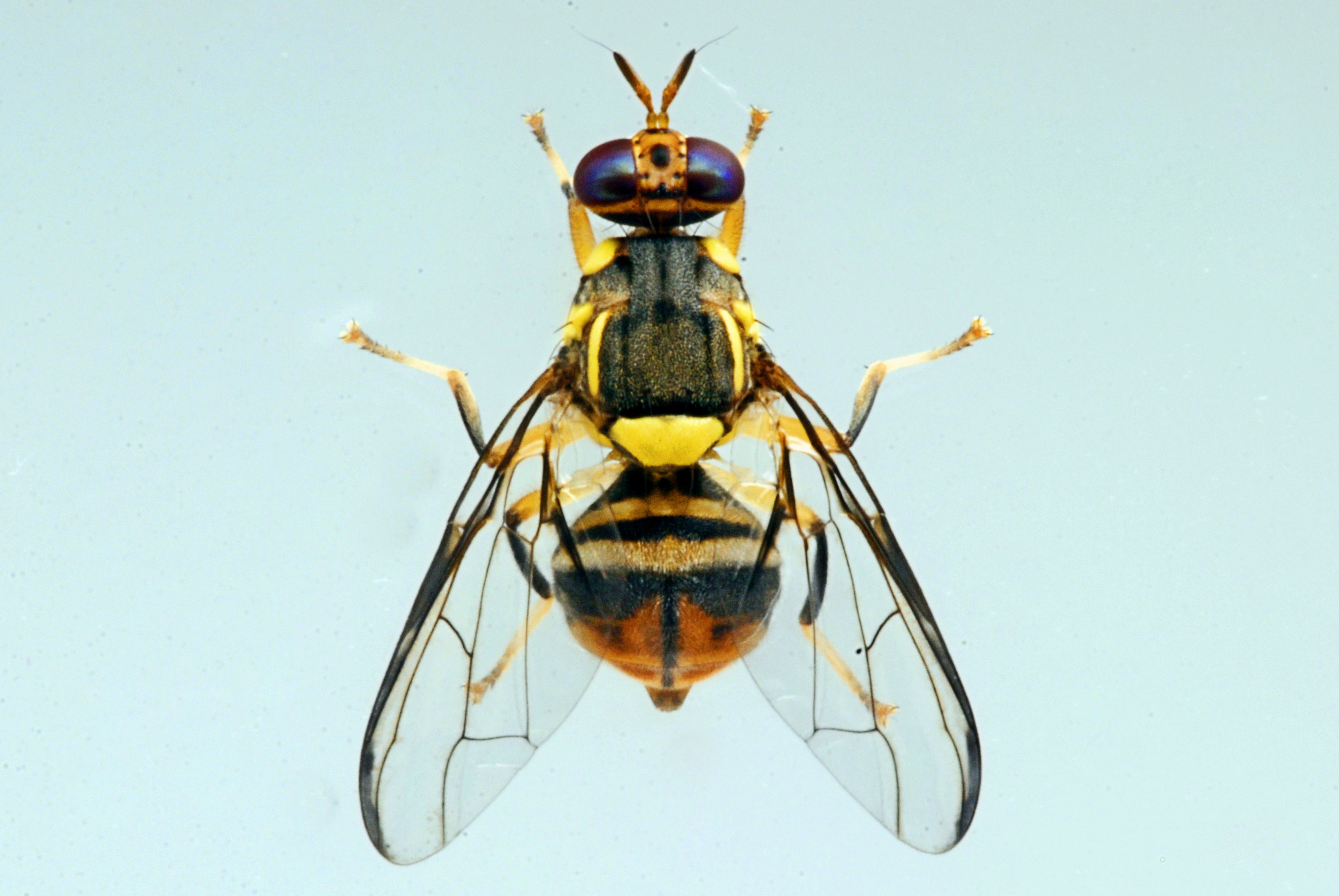
B. dorsalis

Длина тела взрослой особи около 8 мм, длина крыла около 7.3 мм.

## Биология
Имаго живут около 90 дней.